# Resolutie 1828 Veiligheidsraad Verenigde Naties
Resolutie 1828 van de Veiligheidsraad van de Verenigde Naties werd op 31 juli 2008 door de
VN-Veiligheidsraad aangenomen. De resolutie werd met veertien
stemmen voor en de onthouding van de
Verenigde Staten goedgekeurd. Ze verlengde de hybride vredesmacht met de Afrikaanse Unie in
Darfur met een jaar.

## Achtergrond
Al in de jaren 1950 was het zwarte zuiden van Soedan in opstand gekomen tegen het overheersende Arabische noorden.
De vondst van aardolie in het zuiden maakte het conflict er enkel maar moeilijker op.
In 2002 kwam er een staakt-het-vuren en werden afspraken gemaakt over de verdeling van de olie-inkomsten.
Verschillende rebellengroepen waren hiermee niet tevreden en in 2003 ontstond het conflict in Darfur tussen deze rebellen en de door de regering gesteunde janjaweed-milities.
Die laatsten gingen over tot etnische zuiveringen en in de volgende jaren werden in Darfur grove mensenrechtenschendingen gepleegd waardoor miljoenen mensen op de vlucht sloegen.

## Inhoud

### Waarnemingen
De Veiligheidsraad betreurde dat de veiligheids- en humanitaire situatie in Darfur een jaar
na resolutie 1769 nog steeds verslechterde. Men was bezorgd
over aanvallen op de bevolking en hulpverleners en het wijdverbreide seksueel geweld, alsook de spanningen
tussen Soedan en Tsjaad. Men eiste dat de aanvallen op de bevolking en het gebruik van die bevolking als
menselijk schild stopten.

### Handelingen
Het mandaat van de UNAMID-vredesoperatie werd verlengd met 12 maanden, tot 31 juli 2009. Er was
een akkoord bereikt met Soedan over de troepen en tegen 31 december 2008 zou 80% ervan op het terrein
moeten zijn. Men veroordeelde ook de aanvallen op UNAMID en eiste dat die zich niet zouden herhalen. Verder
werd geëist dat alle partijen, en vooral de rebellen, deelnamen aan de gesprekken en dat al het geweld tegen
vooral de bevolking zou stoppen.

## Verwante resoluties
- Resolutie 1784 Veiligheidsraad Verenigde Naties (2007)
- Resolutie 1812 Veiligheidsraad Verenigde Naties
- Resolutie 1841 Veiligheidsraad Verenigde Naties
- Resolutie 1870 Veiligheidsraad Verenigde Naties (2009)

Lijst ·  1795 ·  1796 ·  1797 ·  1798 ·  1799 ·  1800 ·  1801 ·  1802 ·  1803 ·  1804 ·  1805 ·  1806 ·  1807 ·  1808 ·  1809 ·  1810 ·  1811 ·  1812 ·  1813 ·  1814 ·  1815 ·  1816 ·  1817 ·  1818 ·  1819 ·  1820 ·  1821 ·  1822 ·  1823 ·  1824 ·  1825 ·  1826 ·  1827 ·  1828 ·  1829 ·  1830 ·  1831 ·  1832 ·  1833 ·  1834 ·  1835 ·  1836 ·  1837 ·  1838 ·  1839 ·  1840 ·  1841 ·  1842 ·  1843 ·  1844 ·  1845 ·  1846 ·  1847 ·  1848 ·  1849 ·  1850 ·  1851 ·  1852 ·  1853 ·  1854 ·  1855 ·  1856 ·  1857 ·  1858 ·  1859